# Чемпіонат острова Сантьягу (Північ) з футболу
Чемпіонат острова Сантьягу (Північ) з футболу або Liga Insular de Santiago (Zona Norte) — чемпіонат північної частини острова Сантьягу з футболу, який було створено в 2002 році.

## Історія
Переможець кожного розіграшу чемпіонату острова виступає в Чемпіонаті Кабо-Верде кожного сезону. Фактично чемпіонат в північній частині острова почав проводитися ще в 1999 році, але офіційно перший чемпіон визначився в 2003 році, після того як Чемпіонат острова Сантьягу припинив своє існування, а лігу було розділено на північну та південну зони. Ці дві нові ліги є наймолодшими серед острівних чемпіонатів в Кабо-Верде. Починаючи з 2003 року, клуб має як перший та другий дивізіони, з 2006 року вони почали занепадати і починаючи з сезону 2006/07 років, лігу було розділено на північну центральну та південну центральну групи, а декілька команд з Другого дивізіону з півночі стали окремою групою. Клуби з муніципалітету Сан-Домінгуш почали виступати в Південній зоні, разом ще з декількома створеними в Північній зоні, оскільки в Південній зоні проживаж майже половина населення острова. На відміну від інших острівних чемпіонатів, в період з 2012 по 2015 рік, чемпіонат мав перший та другий дивізіони, а також систему плей-оф, в якій брали участь перші чотири клуби острова. В сезоні 2015/16 років виступають 14 клубів і це єдиний острівний чемпіонат в Кабо - Верде, який має до 26 раундів. Після майже 9-річної перерви, другий дивізіон було відновлено і і ньому виступають шість клубів.
Скорпіунш має найбільшу кількість перемог в чемпіонаті (4), на другому місці — Ештрелаш душ Амадореш з 3 титулами, наступні шість клубів мають у своєму активі по одному титулу — Барселона (2003), нещодавній переможець Бейра-Мар (2015), Бенфіка (2011), Дешпортіву ді Санта-Круж (2011), Флор Жувім з Кательї (2005) та Греміу Нхагар (2014).

## Команди-учасниці чемпіонату сезону 2015/16
| - Аякс (Кальєта) - Бейра-Мар (Чау Бум/Таррафал) - Бенфіка - Дешпортіву ді Ассомада - Дешпортіву да Кальєта - Дешпортіву ді Санта-Круж - Санта-Круж - Ештрела душ Амадореш (Таррафал) - Флур Жовем (Сан-Мігел) - Греміу Нхагар - Реал Жуніур (Чау Бум/Таррафал) - Сан-Лоуренсу (Сан-Лоуренсу) - Скорпіунш - Уніау Пікуш - Варандінья | - Уш Амігуш (Ассомада) - Барселона (Таррафал) - Жувентуде ді Ассомаба - Ассосіасау Жувентуш, злився з АЖАК |

## Переможці
- 1999/00 : Барселона
- 2000/01 : невідомо
- 2001/02 : Дешпортіву ді Санта-Круж
- 2002/03 : Барселона
- 2003/04 : Ештрела душ Амадореш
- 2004/05 : Флур Жовем
- 2005/06 : не відбувся
- 2006/07 : Скорпіунш (Санта-Круж)
- 2007/08 : Скорпіунш (Санта-Круж)
- 2008/09 : Ештрела душ Амадореш
- 2009/10 : Скорпіунш (Санта-Круж)
- 2010/11 : Бенфіка (Санта-Круж)
- 2011/12 : Ештрела душ Амадореш
- 2012/13 : Скорпіунш (Санта-Круж)
- 2013/14 : Греміу Нхагар
- 2014/15 : Бейра-Мар

## Перемоги по клубах
| Клуб                     | Перемог | Переможні роки         |
| ------------------------ | ------- | ---------------------- |
| Скорпіунш (Санта-Круж)   | 4       | 2007, 2008, 2010, 2013 |
| Ештрела душ Амадореш     | 3       | 2004, 2009, 2012       |
| Барселона                | 2       | 2000, 2003             |
| Бенфіка (Санта-Круж)     | 1       | 2011                   |
| Бейра-Мар                | 1       | 2015                   |
| Дешпортіву ді Санта-Круж | 1       | 2002                   |
| Греміу Нхагар            | 1       | 2014                   |
| Флур Жовем               | 1       | 2005                   |